# 三宅正意
三宅 正意（みやけ せいい、1845年5月14日（弘化2年4月9日） - 1921年（大正10年）3月29日）は、明治から大正時代の政治家、銀行家。衆議院議員（1期）。

## 経歴
士族・三宅如雪の長男としてのちの宮崎県延岡市に生まれ、1871年（明治3年12月）家督を相続する。私塾に学んだのち東臼杵郡書記を経て宮崎県属となった。ほか、延岡銀行頭取、日州銀行、日州貯蓄銀行、宮崎農工銀行各取締役を歴任した。
1890年（明治23年）7月の第1回衆議院議員総選挙では宮崎県第3区から出馬し当選。弥生倶楽部に所属し衆議院議員を1期務めた。